# Sycophaga
Sycophaga is een geslacht van vliesvleugeligen uit de familie Torymidae. De wetenschappelijke naam van dit geslacht is voor het eerst geldig gepubliceerd in 1840 door Westwood.

## Soorten
Het geslacht Sycophaga omvat de volgende soorten:
- Sycophaga afflicta Grandi, 1916
- Sycophaga callani Grandi, 1955
- Sycophaga cyclostigma Waterston, 1916
- Sycophaga depressa Risbec, 1955
- Sycophaga gigantea Grandi, 1916
- Sycophaga insularis Grandi, 1916
- Sycophaga silvestrii Grandi, 1916
- Sycophaga sycomori (Linnaeus, 1758)
- Sycophaga tenebrosa Grandi, 1917
- Sycophaga valentinae Grandi, 1952
- Sycophaga vicina Mayr, 1906
- Sycophaga viduata Grandi, 1916